# Целинное (Целинный сельский округ)
Целинное (каз. Целинный) — село в Карасуском районе Костанайской области Казахстана. Административный центр Целинного сельского округа. Находится примерно в 56 км к югу от районного центра, села Карасу. Код КАТО — 395283100.

## Население
В 1999 году население села составляло 1017 человек (486 мужчин и 531 женщина). По данным переписи 2009 года, в селе проживали 1123 человека (537 мужчин и 586 женщин).